# Theodor Mommsen

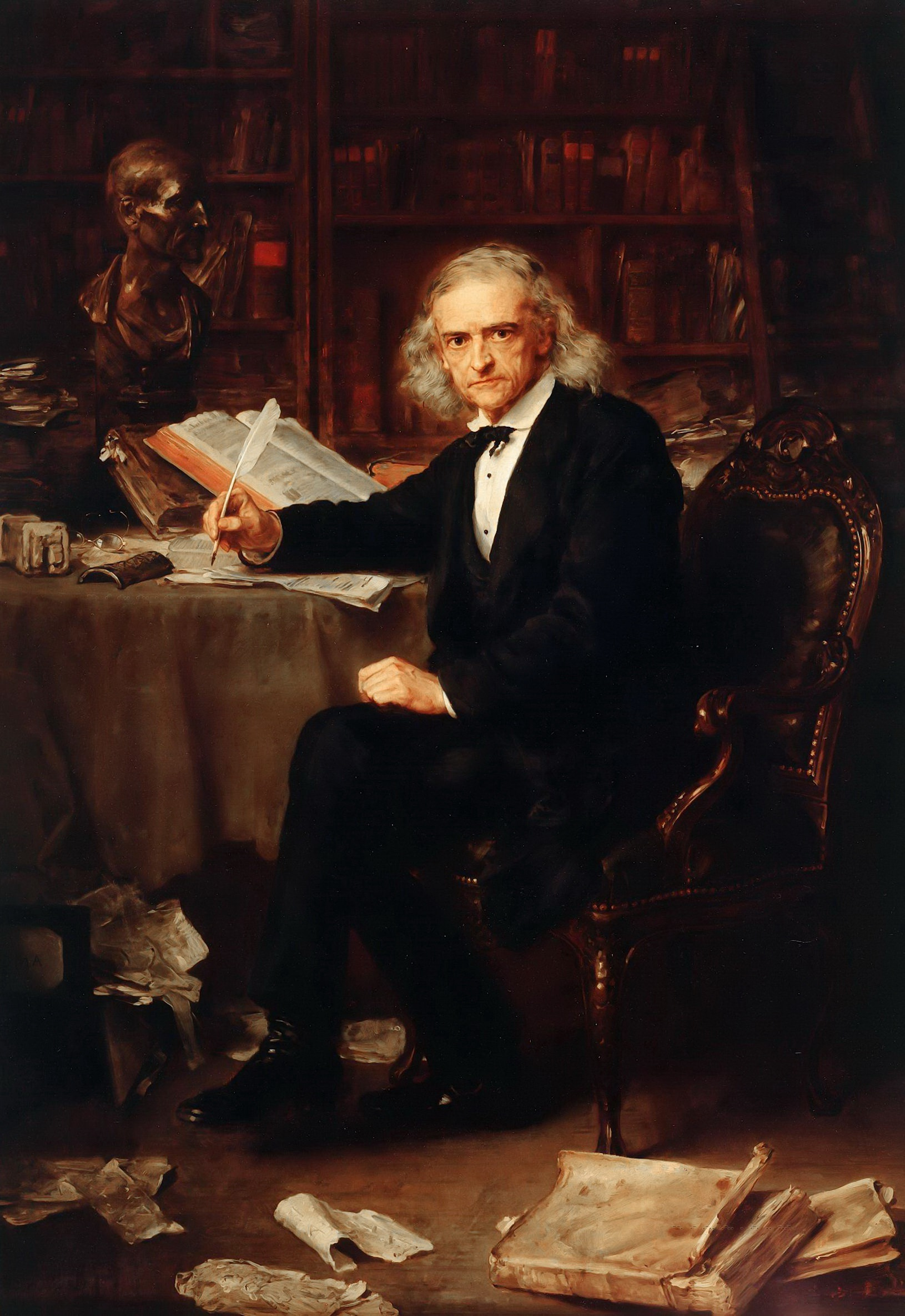
Theodor Mommsen 1881-ben; Ludwig Knaus festménye

Christian Matthias Theodor Mommsen (Garding (Schleswig-Holstein), 1817. november 30. – Charlottenburg, 1903. november 1.) német történész, egyike a 19. század legjelesebb ókortudósainak. A Római Birodalom történetéről szóló műveit a mai kutatók is alapvető fontosságúnak tartják. 1902-ben irodalmi Nobel-díjjal tüntették ki, elsősorban a Römische Geschichte (Római történelem) című művére tekintettel.

## Életpályája

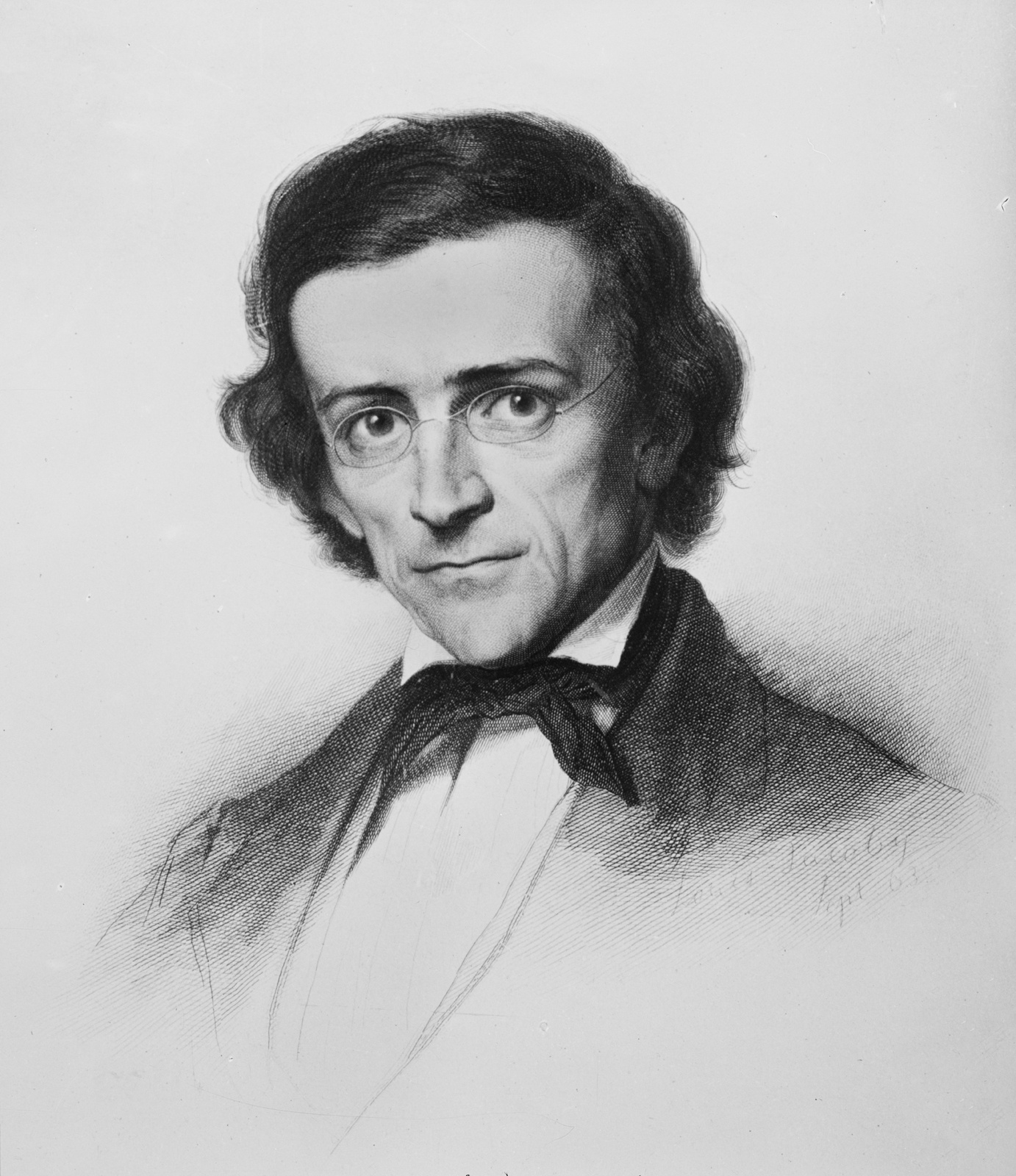
A fiatal Mommsen

Fríz eredetű családban született. Mommsen édesapja, Jens Mommsen 1821-től Bad Oldesloe lelkésze volt. Itt nőtt fel Theodor öt testvérével együtt. A gyermekek fokozatosan kivonták magukat apjuk keresztény hittel kapcsolatos nézeteinek hatása alól, Mommsen ennek ellenére élete végéig meggyőződéses liberális protestáns maradt, és láthatóan idegenkedett a katolicizmustól. Jóllehet a család szerény körülmények között élt, Jens Mommsen már korán felébresztette a gyermekeiben az ókori klasszikusok iránti érdeklődést. Theodor Mommsen eleinte magánúton, majd 1834-től az altonai Christianeum gimnáziumban tanult és 1838 májusában elkezdte jogi tanulmányait a kieli egyetemen. Belépett az Albertina diákegyesületbe, 1839-ben megismerkedett a később híressé vált Theodor Stormmal. 1843-ban Theodor Mommsen, öccse Tycho Mommsen és Theodor Storm kiadták a Liederbuch dreier Freunde (Három barát daloskönyve) című kötetet. Ugyanebben az évben megszerezte a doktori címet.
Mommsen tudományos pályára törekedett, de eleinte a megélhetése végett kisegítő tanárként dolgozott két lánynevelő intézetben, amelyeket altonai nagynénjei vezettek. 1844-ben egy dániai ösztöndíjat kapott, így el tudott utazni először Franciaországba, majd Itáliába, ahol a római feliratokkal foglalkozott. Kapcsolatba lépett a Német Régészeti Intézettel és olyan gyűjteményt tervezett, amely az ismert latin feliratokat a korábbi szokásokkal ellentétben az elsődleges források alapján tartalmazza. Első lépésként Mommsen összegyűjtötte az akkori Két Szicília Királysága feliratait.
1847-ben Mommsen visszatért Németországba, ahol ismét tanárként kellett dolgoznia. Az 1848 márciusi forradalom alatt Rendsburgban újságíróként energikusan védelmezte liberális meggyőződését. Ennek az évnek az őszén a jogtudomány rendkívüli egyetemi tanárának hívták meg a lipcsei egyetemre, így végre elkezdhette tudományos életpályáját. Terjedelmes publikációs tevékenységet folytatott, de politikailag is aktív maradt Moriz Haupt és Otto Jahn kollégáival együtt. Az 1849 májusi drezdai felkelésben való részvételért mindhármukat perbe fogták és 1851-ben elbocsátották őket a felsőoktatásból.
Mommsen ugyanebben az évben meghívást kapott a zürichi egyetem római jog tanszékére. Ezt az állást 1852-ben foglalta el, azonban szívesen visszaköltözött volna Németországba, ezért 1854-ben elfogadta a Breslauba szóló meghívást. Itt kötött barátságot Jacob Bernays magántanárral.
1858-ban Mommsent kutatóprofesszornak hívták a berlini Porosz Tudományos Akadémiára, 1861-ben a berliniFrigyes Vilmos Egyetemen kapott katedrát, ahol 1885-ig a római ókorról tartott előadásokat. A más egyetemről kapott meghívásokat pozíciójának erősítésére használta fel. Mommsen tagja volt a lipcsei Királyi Szász Tudományos Akadémiának, és a Bajor Tudományos Akadémiának is.
Mommsen a diákjai körében kevéssé volt népszerű. Ezzel szemben többször fellépett tanítványai érdekében, hogy katedrát biztosítson nekik, például Otto Seeck és Ulrich Wilcken esetében, mind a kétszer Karl Julius Beloch kárára, aki összetűzött Mommsennel. Mommsen más fiatal tanítványai arra törekedtek, hogy függetlenedjenek tanáruktól, köztük Max Weber is, aki kétségtelenül a legjelentősebb volt és akit Mommsen valójában egyedüli méltó utódjának tartott, ő azonban a szociológia felé fordult, hogy ne kelljen Mommsen árnyékában maradnia.
Mommsen több magas kitüntetésben részesült tudományos tevékenységéért: 1868-ban megkapta a porosz Pour le mérite rendet, Róma díszpolgárrá választotta. 1902-ben fő művéért irodalmi Nobel-díjat kapott mint
„a történelem művészi ábrázolásának legnagyobb élő mestere, különös tekintettel monumentális művére, a »Római Történelem«-re”.
Felesége, Marie a lipcsei Karl Reimer könyvkiadó lánya volt, akivel 1854-ben kötöttek házasságot. 16 gyermekük született, közülük 12 érte meg a felnőttkort.

## Tudományos művei
Mommsen több mint 1500 tudományos művet adott ki, elsősorban a Római Birodalom történelmével és a római joggal kapcsolatban. Ezek közül a legfontosabbak: 
- Römische Geschichte (Római történelem): Mommsen leghíresebb műve 1854-1856 között jelent meg három kötetben. Róma történetét tartalmazza a Római Köztársaság végig illetve Julius Caesar uralkodását, akit Mommsen zseniális államférfinak ábrázolt. A politikai konfliktusokat a 19. század politikai fejlődésével hasonlítja össze, ez tükröződik a szóhasználatában is (nemzeti állam, demokrácia). Az elkötelezett módon megírt mű a történetírás klasszikusai közé tartozik. Első magyar fordítása,[15] Toldy István munkája 1874–1877 között készült el és kevéssel az első világháború előtt még „sérthetetlen tabu volt a pesti és kolozsvári egyetemen”.[16]
- A római történelem császárkori folytatását Mommsen soha nem írta meg, csak a császárkorról tartott előadásainak szövege maradt fenn, amelyet először 1992-ben adtak ki. 1885-ben a Római történelem 5. köteteként jelent meg a császárkori római provinciákról szóló rész.
- Römisches Staatsrecht (Római államjog): az ókorkutatás számára akkor is, most is alapvető jelentőségű rendszerező mű, amely 1871–1888 között jelent meg három kötetben.
- Römisches Strafrecht (Római büntetőjog) (1899) Online

## Tudományszervezői munkássága

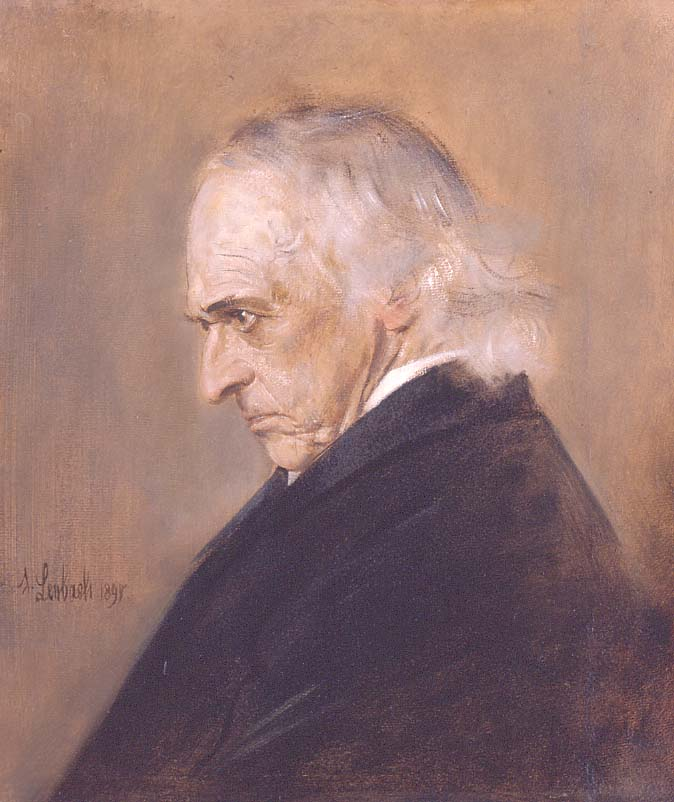
Franz Lenbach Mommsen-arcképe 1897-ből

A Berlini Akadémián, ahol Mommsen 1874 és 1895 között a történelmi-filológiai osztály titkára volt, számos tudományos nagyvállalkozást szervezett, elsősorban forráskiadásokat. Ezen kívül, a Friedrich Althoffhoz fűződő szoros kapcsolatán keresztül átmenetileg nagy befolyása volt a porosz tudomány- és felsőoktatási politikára.

### Corpus Inscriptionum Latinarum
Mommsen már pályája elején tervezte az összes ismert latin felirat kiadását (Corpus Inscriptionum Latinarum), amikor 1852-ben példaértékkel összegyűjtötte és kiadta a Nápolyi Királyság feliratait. A teljes Corpus Inscriptionum Latinarum 16 kötetes lett volna, amelyből 15 megjelent Mommsen életében, ebből Mommsen személyesen ötöt dolgozott ki. A kiadás alapelve az volt, hogy a korábbi kiadásokkal ellentétben az összes fennmaradt feliratot eredetiben kell ellenőrizni.
A magyarországi és erdélyi római kori feliratok összegyűjtésére 1857-ben személyesen utazott a régióba. Mivel Mommsen már korábban rendszeres levelezésben állt Georg Daniel Teutsch-al, őt kérte meg, hogy segítsen az útiterv összeállításában. Mommsen felkérésére Rómer Flóris is végzett kutatásokat a kolozsvári múzeum kőtárában.

### A felnémet-raetiai limes kutatása
Mommsen vezetésével 1892-ben kezdte el a munkát a Birodalmi Limes-Bizottság, melynek célja az volt, hogy a felnémet-raetiai limes vonalán fekvő várak fekvését felkutassa. Az ásatásokról szóló jelentések tizennégy kötetet tettek ki és ma is a germán-római történelem feldolgozásának úttörő munkájaként tartják számon.

### Egyéb kiadások és kutatások
Mommsen kiadta a római jog alapjául szolgáló gyűjteményeket: Corpus Iuris Civilis és Codex Theodosianus. Ezenkívül döntő része volt a Monumenta Germaniae Historica munkálataiban, ahol ő alapozta meg az Auctores antiquissimi sorozatot, az egyházatyák írásainak kiadását. Ő kezdeményezte a Berlini Akadémiánál az olyan ma is jelentős kutatásokat, mint a Griechisches Münzwerk (Görög érmék) illetve a Prosopographia Imperii Romani.
Theodor Mommsenről nevezték el az ókortudományokkal foglalkozó Mommsen-Társaságot.

## Politikai tevékenysége
Tudományos tevékenysége mellett Mommsen politikai téren is aktív volt és többek között kritikus módon foglalkozott az antiszemitizmus és imperializmus témájával. Az 1848-as forradalom kortársaként a liberalizmus is foglalkoztatta.
1863–1866, majd 1873–1879 között képviselő volt a porosz országgyűlésben, 1881–1884 között pedig a Német Birodalmi Országgyűlésben, először a liberális Deutsche Fortschrittspartei (Német Haladás Pártja), később a Nationalliberale Partei (Nemzeti Liberális Párt), végül a szecesszionisták színeiben. Közelebbről a tudomány- és oktatáspolitikával foglalkozott, és leginkább a nemzeti állásponthoz állt közel. Csalódva a császárság politikájában, melynek jövőjét illetően nagyon pesszimista volt, végül a liberálisok és a szociáldemokraták együttműködését javasolta. A szociálpolitika területén 1881-ben Bismarckkal került összetűzésbe.
Az 1879-80-as úgynevezett berlini antiszemitizmus-vitában Heinrich von Treitschke történész ellen fordult, aki Mommsen szerint szalonképessé tette a zsidógyűlöletet.

## Magyarul megjelent művei
- Ortvay Tivadar: Dáczia feliratos emlékei és térképe Mommsen kiadásában; Athenaeum Ny., Bp., 1874
- Mommsen Tivadar: A rómaiak története, 1-8. Archiválva 2019. augusztus 14-i dátummal a Wayback Machine-ben; ford. Toldy István; Franklin, Bp., 1877

## Emlékezete
- Heinrich Splieth berlini szobrász bronzba öntött Mommsen-mellszobrát a történész szülővárosában, Gardingban állították fel. A mellszobrot 2001-ben ellopták és azóta nem került elő. A Garding főterén ma látható mellszobor a szintén berlini Karl Pracht alkotása.
- A berlini Humboldt Egyetem előtt található ülő Theodor-Mommsen-alak Adolf Brütt alkotása 1909-ből.
- A charlottenburgi Mommsen-gyógyszertárban egy Ferdinand Hartzer által alkotott Mommsen-mellszobor található.

Mommsenről utcát neveztek el Bad Oldesloeban, Berlinben, Drezdában, Düsseldorfban, Elmshornban, Erkrathban, Essenben, Flensburgban, Gardingban, Hamburgban, Hannoverben, Heideben, Hockenheimban, Kempenben, Kölnben, Laageban, Lipcsében, Mendenben, Münchenben, Neussban, Neustadt am Rübenbergében, Nürnbergben, Osterburkenben, Panketalban, Plauenben, Solingenben, Wuppertalban, Zwickauban és Bécsben.
Mommsenről elnevezett iskola található Berlin-Charlottenburgban és Lipcsében.

## Fordítás
- Ez a szócikk részben vagy egészben  a   Theodor Mommsen című német Wikipédia-szócikk ezen változatának fordításán alapul.  Az eredeti cikk szerkesztőit annak laptörténete sorolja fel. Ez a jelzés csupán a megfogalmazás eredetét és a szerzői jogokat jelzi, nem szolgál a cikkben szereplő információk forrásmegjelöléseként.